# Zeitschrift für Restrukturierung und Insolvenz
Die Zeitschrift für Restrukturierung und Insolvenz (ZRI) ist eine juristische Fachzeitschrift, die den Bereich des Sanierungs-, Restrukturierungs- und Insolvenzrechts abdeckt. Sie erschien erstmals in monatlicher Erscheinungsweise im Januar 2020, seit Januar 2021 erscheint sie zweimal im Monat im Kölner RWS Verlag und richtet sich gleichermaßen an Richter, Rechtsanwälte, Insolvenzverwalter, Steuerberater und Wirtschaftsprüfer, Unternehmensjuristen und Rechtswissenschaftler.
Sie begleitet in Fachaufsätzen das Rechtsgebiet, dokumentiert und kommentiert die Gesetzgebung, Rechtsentwicklungen und wesentliche Rechtsprechung aus dem Rechtsgebiet. Die ZRI erscheint in gedruckter und digitaler Form als Abonnement. Ein Heft oder Beitrag kann als Einzelkauf erworben werden.